# Milt Schmidt
Milt Schmidt (5 de março de 1918 – 4 de janeiro de 2017) foi um jogador profissional canadense de hóquei no gelo, antigo treinador e jogador do Boston Bruins da NHL. Ele é um dos membros do Hockey Hall of Fame (introduzido em 1961).

## Estatísticas da carreira
| 1936–37            | Providence Reds    | IAHL               | 23  | 8   | 1   | 9   | 12  | —  | —  | —  | —  | —  |
| 1936–37            | Boston Bruins      | NHL                | 26  | 2   | 8   | 10  | 15  | 3  | 0  | 0  | 0  | 0  |
| 1937–38            | Boston Bruins      | NHL                | 44  | 13  | 14  | 27  | 15  | 3  | 0  | 0  | 0  | 0  |
| 1938–39            | Boston Bruins      | NHL                | 41  | 15  | 17  | 32  | 13  | 12 | 3  | 3  | 6  | 2  |
| 1939–40            | Boston Bruins      | NHL                | 48  | 22  | 30  | 52  | 37  | 6  | 0  | 0  | 0  | 0  |
| 1940–41            | Boston Bruins      | NHL                | 45  | 13  | 25  | 38  | 23  | 11 | 5  | 6  | 11 | 9  |
| 1941–42            | Boston Bruins      | NHL                | 36  | 14  | 21  | 35  | 34  | —  | —  | —  | —  | —  |
| 1945–46            | Boston Bruins      | NHL                | 48  | 13  | 18  | 31  | 21  | 10 | 3  | 5  | 8  | 2  |
| 1946–47            | Boston Bruins      | NHL                | 59  | 27  | 35  | 62  | 40  | 5  | 3  | 1  | 4  | 4  |
| 1947–48            | Boston Bruins      | NHL                | 33  | 9   | 17  | 26  | 28  | 5  | 2  | 5  | 7  | 2  |
| 1948–49            | Boston Bruins      | NHL                | 44  | 10  | 22  | 32  | 25  | 4  | 0  | 2  | 2  | 8  |
| 1949–50            | Boston Bruins      | NHL                | 68  | 19  | 22  | 41  | 41  | —  | —  | —  | —  | —  |
| 1950–51            | Boston Bruins      | NHL                | 62  | 22  | 39  | 61  | 33  | 6  | 0  | 1  | 1  | 7  |
| 1951–52            | Boston Bruins      | NHL                | 69  | 21  | 29  | 50  | 57  | 7  | 2  | 1  | 3  | 0  |
| 1952–53            | Boston Bruins      | NHL                | 68  | 11  | 23  | 34  | 30  | 10 | 5  | 1  | 6  | 6  |
| 1953–54            | Boston Bruins      | NHL                | 62  | 14  | 18  | 32  | 28  | 4  | 1  | 0  | 1  | 20 |
| 1954–55            | Boston Bruins      | NHL                | 23  | 4   | 8   | 12  | 26  | —  | —  | —  | —  | —  |
| Totalização da NHL | Totalização da NHL | Totalização da NHL | 776 | 229 | 346 | 575 | 466 | 86 | 24 | 25 | 49 | 60 |